# Блокпост Пам'яті

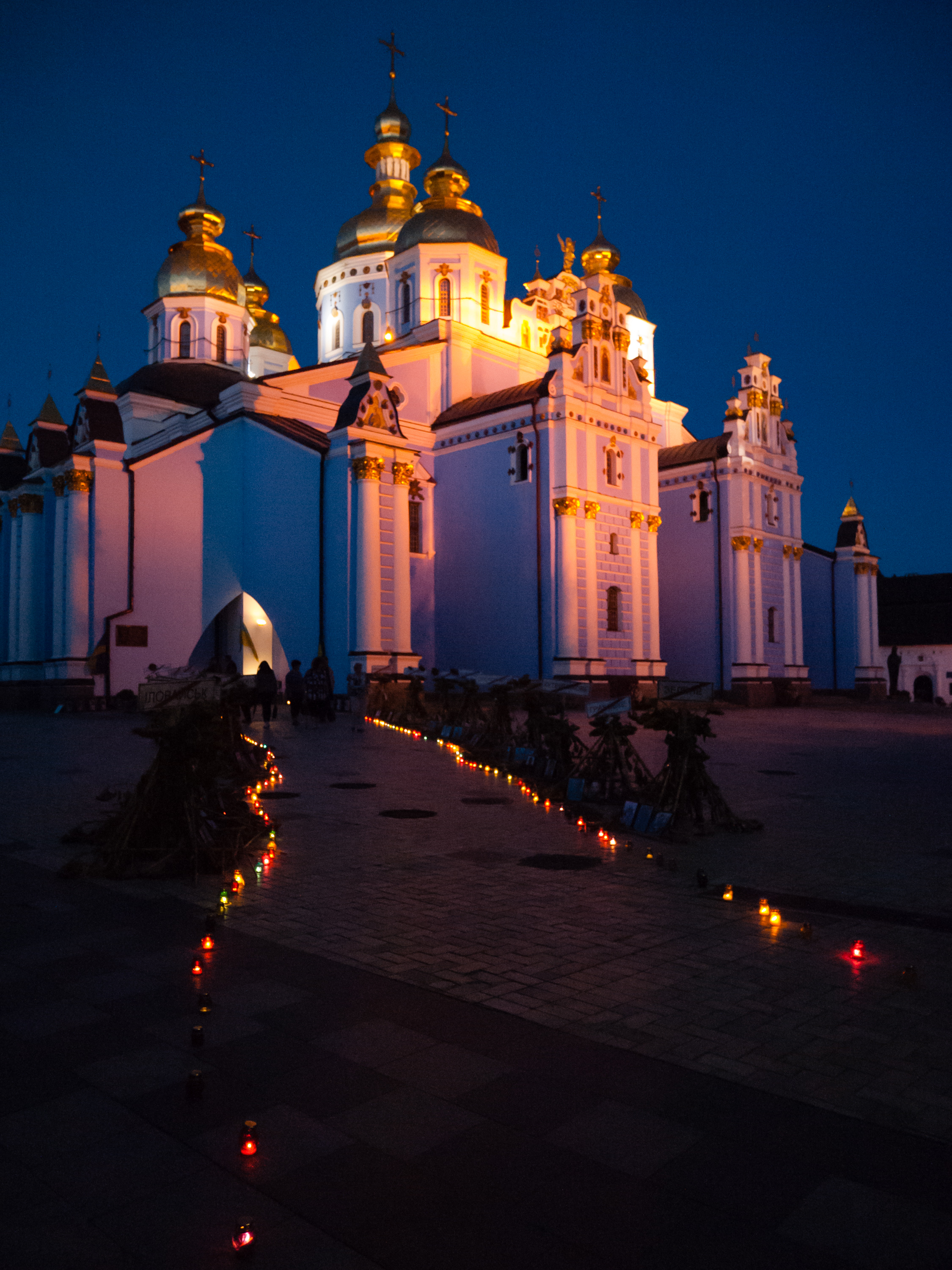
Вхід до виставки «Блокпост пам'яті» на території Михайлівського Золотоверхого монастиря. 28 серпня 2017

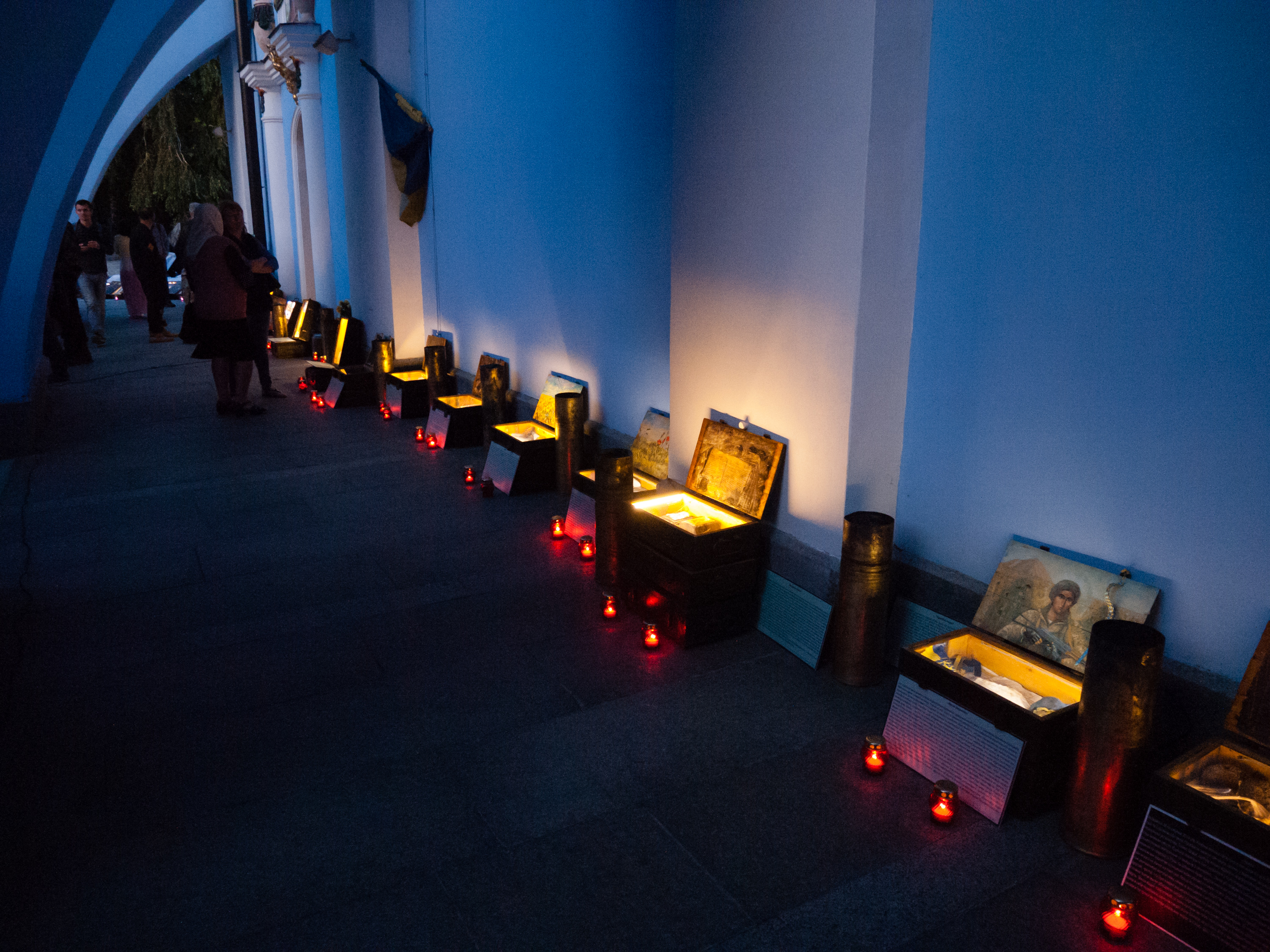
Виставка під стінами Михайлівського Золотоверхого монастиря. 28 серпня 2017

Блокпост Пам'яті — пересувна виставка в Україні, головними експонатами якої є персональні речі загиблих у російсько-українській війні солдат. Особисті речі розміщені у вітринах — ящиках від боєприпасів.
Організатор виставки — Павло Нетьосов голова МАДФ «Цитадель» і волонтер місії «Евакуація-200», яка займалася пошуком та евакуацією загиблих на Донбасі.
Станом на квітень 2018 року, виставка мала 34 вітрини, зібрано понад 400 експонатів.
За задумом автора подібні мобільні виставки мають відкриватися об'єднаннями батьків і родичів загиблих та ветеранськими організаціями в межах усієї країни. Першими на таку ініціативу відгукнулись у Чернігові де було створено і у лютому 2018 року відкрито виставку «Сіверщина. Блокпост пам’яті».  

## Історія
У квітні 2016 року виставка відкрилася у Київському Технічному Ліцеї. Протягом 2016 року виставка експонувалася понад 50 днів у різних куточках України — у київських школах, військових частинах, Запоріжжі, Чернігові, Дніпрі, Полтавщині та на Вінниччині. Було проведено понад 200 екскурсій.
У жовтні — грудні 2017 року виставка експонувалася спершу в Чернігові, а потім у музеї факультету податкової міліції.
4 квітня 2018 року виставка відкрилася майже на 2 місяці у Києві, в гімназії № 290, під назвою «Блокпост Пам’яті. Дарниця».

## Галерея

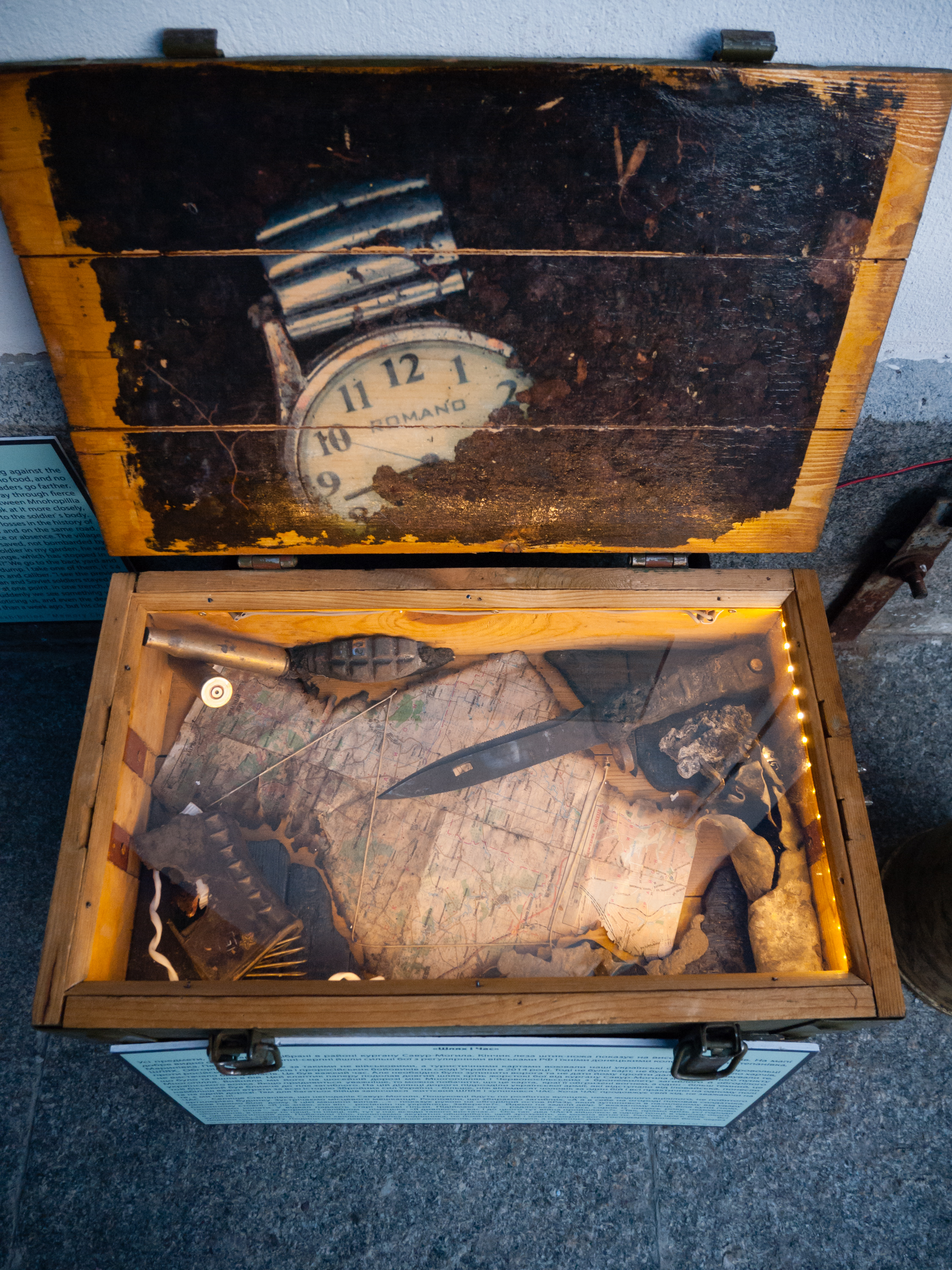
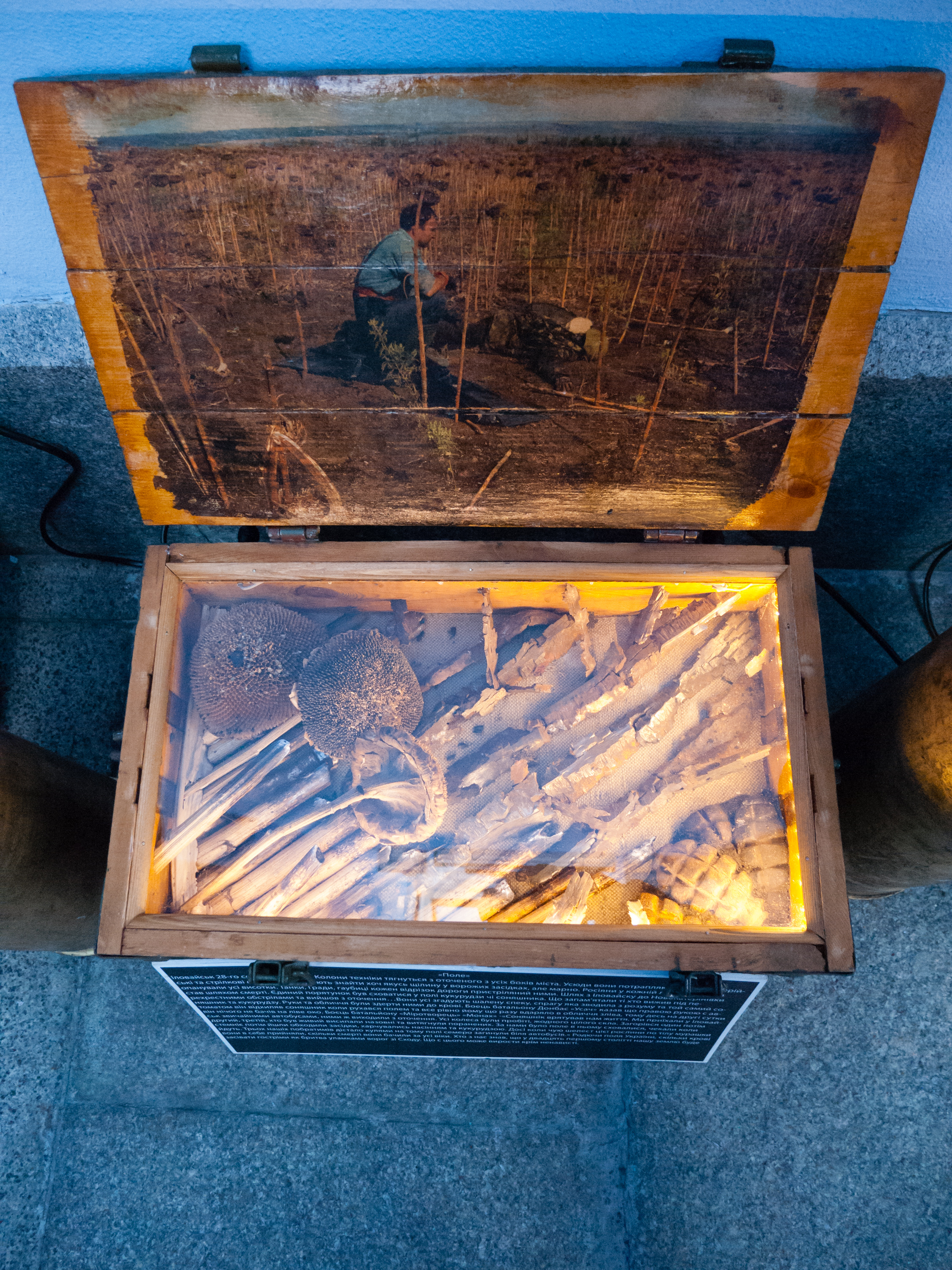
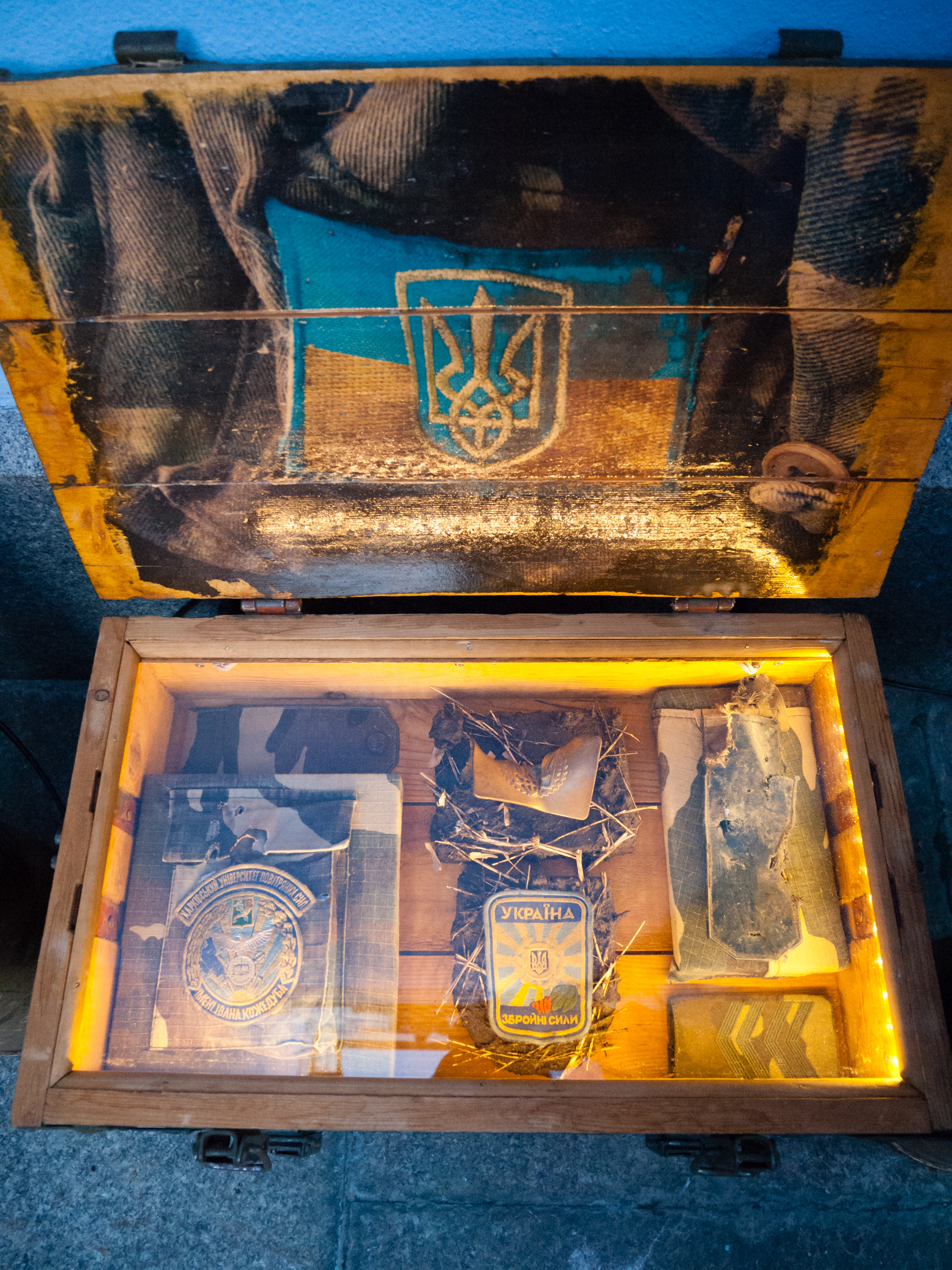
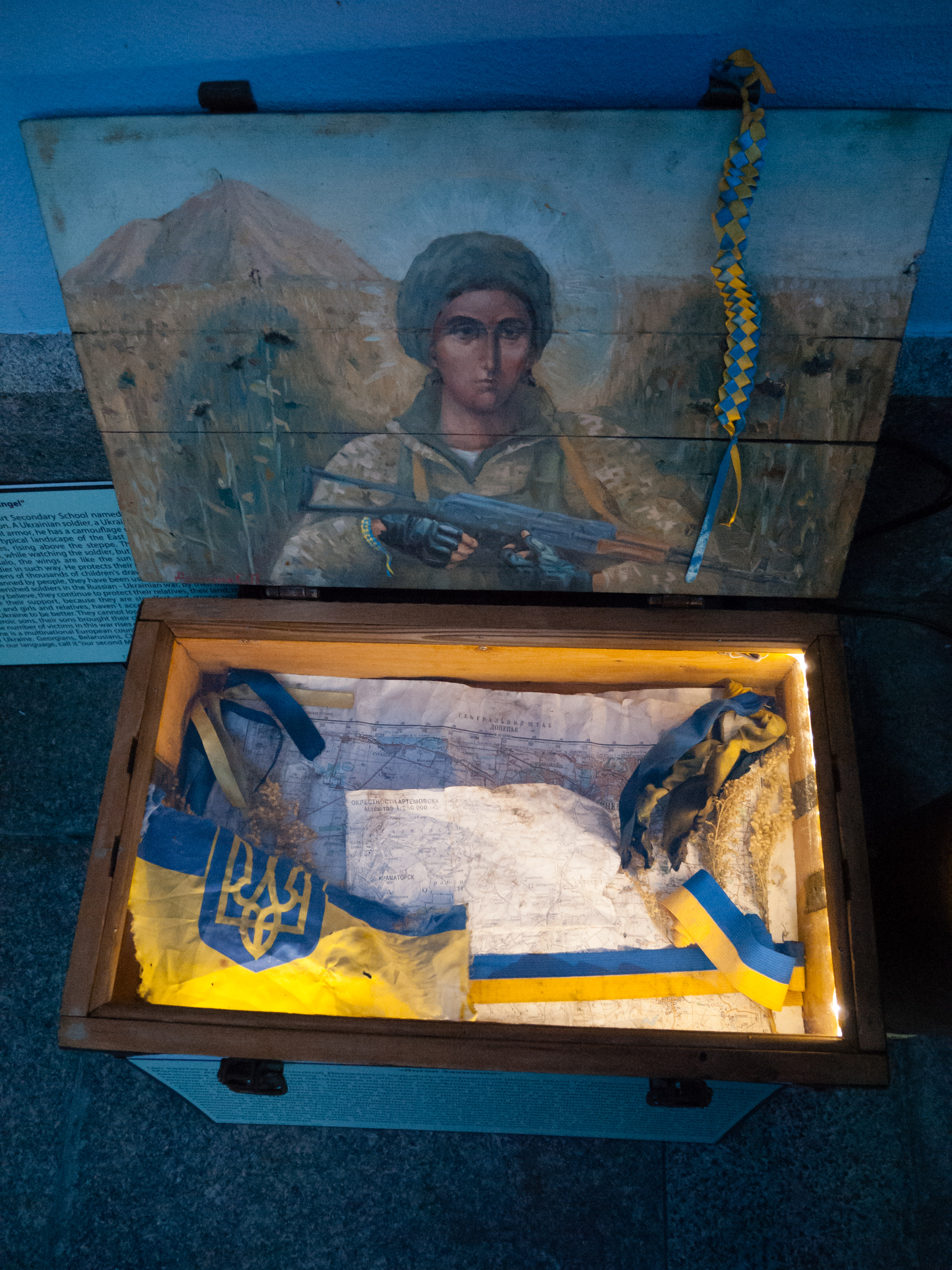
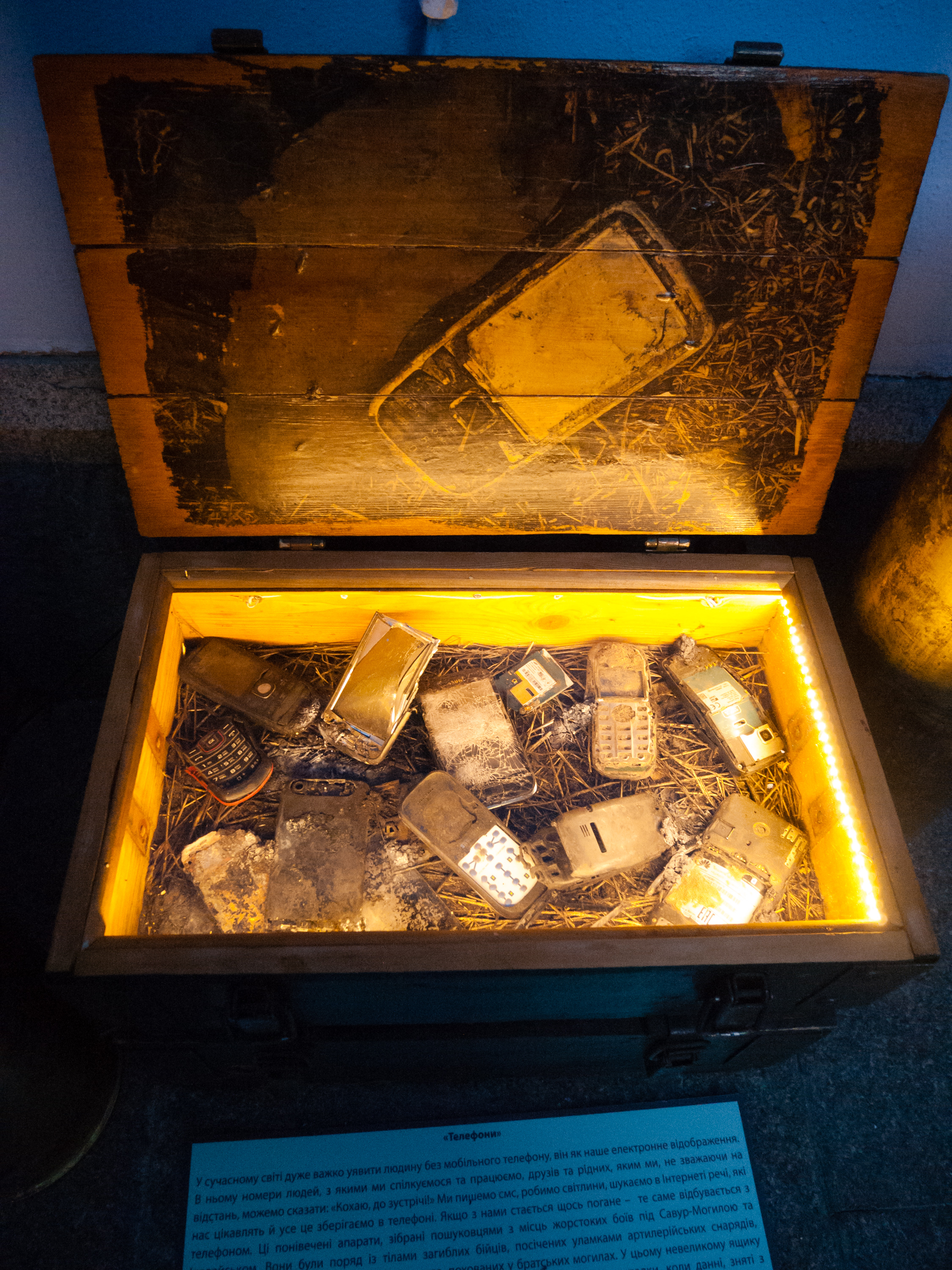